# Georgi Raikov
Georgi Raikov, född den 18 oktober 1953 i Sofia, Bulgarien, död 12 augusti 2006, var en bulgarisk brottare som tog OS-guld i tungviktsbrottning i den grekisk-romerska klassen 1980 i Moskva.